# Orientalismo (saggio)
Orientalismo (in inglese Orientalism) è un saggio pubblicato nel 1978 da Edward Said, che tentò di spiegare e ridefinire le modalità con cui l'Europa rappresenta, nella sua storia, l'"Oriente". La sua interpretazione aprì un dibattito molto acceso. Tra i detrattori dell'interpretazione di Edward Said, si può annoverare il filosofo siriano Sadiq Jalal Al-Azm.

## Tesi
In "Orientalismo" Said sostiene che la maggior parte degli studi occidentali svolti sulle popolazioni e sulla cultura d'Oriente (in particolare relative al Medio Oriente) svolsero la funzione di autoaffermazione dell'identità europea e giustificarono il controllo e l'influenza esercitata nei territori colonizzati. Secondo Said, l'orientalismo non è un vero discorso sull'Oriente, bensì un risultato della descrizione e dell'assunzione degli occidentali sulla premessa che l'Occidente è superiore all'Oriente. Agli occhi degli occidentali, l'Occidente è moderno, rappresentando la civiltà, il progresso, lo sviluppo, la prosperità, la libertà e l'apertura mentre l'Oriente è tradizionale e arretrato, rappresentando la chiusura, l'ignoranza, la povertà, l'antichità e la rigidità. Il risultato di questa comprensione rende l'espressione teorica dell’orientalismo fuori dalla propria esistenza reale e diventa un'identità culturale dell’Oriente imposta dagli occidentali. Nel processo, l'Oriente è stato inconsapevolmente "alterato". Fin dall'inizio, Oriente ha perso il diritto di esprimersi, ha perso l'iniziativa del discorso ed è diventato un oggetto di descrizione. L'Orientalismo come disciplina diventa un mezzo efficace di dominio imperialista e di discriminazione culturale.
Il libro di Said prende in esame la mole di testi, studi e teorie, prodotta dalla tradizione orientalista inglese, francese e americana (tralasciando i testi tedeschi per motivi di spazio, ma descritti come in assoluto i più astratti e teorici) come esempi di un atteggiamento che ha trovato espressione in tutto l'Occidente.
Said ha menzionato l'orientalismo come un atteggiamento testuale in "Orientalismo". Un gran numero di letteratura immaginaria europea e letteratura turistica ha ulteriormente rafforzato il discorso dell'orientalismo ortodosso stabilito dagli orientalisti e ha anche costruito una percezione europea generale dell'Oriente. L'orientalismo di Said ha anche utilizzato questi testi orientalisti (accademici o non accademici) in modo convincente per costruire la sua critica all'orientalismo. Pertanto, ciò che l'atteggiamento testuale dice, trasforma il testo in un contesto (piano per conquistare l'Oriente, colonialismo, imperialismo, ecc.), ed il contesto diventa ulteriormente un testo (Orientalismo di Said e altri testi che criticano l'orientalismo), poi il testo torna ad essere il contesto (vari aspetti come: orientalismo interno, orientale, africano, europeo, americano, di genere e di classe).
Said ha utilizzato la teoria del "Traveling Theory" per spiegare lo specifico processo di formazione dell'orientalismo: l'orientalismo con immagini orientali rappresentate e ritratte da viaggiatori, missionari e colonizzatori è stato prodotto in un contesto storico specifico, a causa della variazione del contesto del testo quando si è diffuso da est a ovest, l'orientalismo che originariamente cercava di diventare "conoscenza oggettiva" si trasformò in orientalismo con colori ideologici. Di fronte a questa situazione, Said ha sottolineato che abbiamo certamente bisogno della teoria, ma abbiamo bisogno di qualcosa di più alto della teoria, cioè la coscienza critica.
"Traveling Theory" è stato discusso, criticato e applicato in vari contesti sociali e culturali in tutto il mondo. "Orientalismo" come "Traveling Theory" viene ripetuto ancora ed ancora in diversi contesti o situazioni, e cambiando nuovamente in altre possibilità/creazioni. E ogni ripetizione è un'eredità che garantisce il riconoscimento dell'orientalismo dell'orientalista, dell'orientalismo di Said e della riproducibilità e identificabilità del concetto di "Oriente" stesso. Said inoltre precisa che nella trattazione della sua tesi il mondo arabo e islamico viene assunto come paradigma di tutto l'Oriente.
Utilizzando e rielaborando il pensiero di Antonio Gramsci e Michel Foucault tra gli altri:
Secondo Gramsci, una certa forma culturale ha il diritto di dominare l'altra; Gramsci chiamò questa forma culturale dominante "egemonia culturale". Il capitalismo usa il potere occulto del discorso egemonico per raggiungere l'identità culturale obbligatoria. Said ha assorbito questa teoria come riferimento, e l'ha inserita nel rapporto di potere tra cultura occidentale e cultura orientale. L'orientalismo stabilito dai paesi occidentali è una nuova politica coloniale stabilita dall'imperialismo. Esso restringe le differenze tra i paesi orientali e occidentali in superficie, ma l'obiettivo ultimo è ancora quello di stabilire un nuovo tipo di relazione di potere diseguale tra coloniale e colonizzato. L'orientalismo è una manifestazione di egemonia culturale, il concetto di egemonia culturale conferisce all'orientalismo il potere di sostenersi;
Said discute l'orientalismo nel senso del discorso di Foucault, considera l'"Oriente" come l'altro della cultura autoidentificata occidentale e stabilisce la cosiddetta "essenza" e il valore dell'Occidente nel diverso ordine dei concetti mondiali. Pertanto, l'Oriente è l'"Oriente" creato dalla cultura occidentale. Che sia come regione geografica o come concetto culturale, è la "costruzione" della storia e della cultura occidentale, ed esiste come l'opposto, l'"altro" della cultura occidentale.
Said mette in luce il carattere di parzialità, quando non mistificatorio o privo di fondamenti oggettivi, contenuti nella nozione di "Oriente", le sue determinazioni storiche e i suoi presupposti ideologici. L'"Oriente", dunque, non sarebbe il nome di una qualche entità geografica o culturale concretamente determinabile, ma uno strumento utilizzato dalle culture di matrice europea innanzi tutto per poter costruire la propria identità di "Occidente" e, in parallelo, per ingabbiare le cosiddette culture orientali in formule stereotipe e generalizzanti, quando non disumanizzanti.
Fin dall'antichità Arte e Letteratura occidentali hanno raffigurato l'Oriente attraverso stereotipi e immagini romanzate lontane dalla realtà.  L'Oriente è sempre stato il luogo dove risiede l'"altro", il "diverso". Said ha sottolineato che l'Oriente agli occhi dei paesi occidentali nel XIX secolo non aveva una base reale, e l'Occidente l'ha visto come un Oriente illusorio. Il mondo occidentale aveva un forte pregiudizio contro il popolo e la cultura del mondo Arabo-Islamico. Secondo Said, l'immagine sbagliata e romantica a lungo termine dell'Asia e del Medio Oriente nella cultura occidentale ha fornito una scusa per il colonialismo dei paesi europei. Questo libro è diventato una base classica e teorica per la dissertazione post-coloniale. Un altro libro di Said, "Culture and Imperialism", dal punto di vista della letteratura occidentale espone ulteriormente il rapporto tra cultura occidentale, colonialismo occidentale e imperialismo. Le discipline orientaliste incarnavano il tentativo di controllare i territori colonizzati attraverso la determinazione della loro immagine, l'immaginario a loro legato e la narrativa che li rappresenta.
La storia europea e quella orientale risultano da sempre strettamente legate, rappresentando un capitolo di storia intellettuale radicato nell'antichità che va dal XVIII secolo fino ai giorni nostri. Questa indagine ha aperto un vero e proprio genere di studi (in particolare negli Usa e nel mondo dei cultural studies) e vuole essere una critica argomentata e multiculturale dei rapporti di potere, raffinata e profonda perché rivolta agli stili di pensiero e ai meccanismi culturali con cui la colonizzazione intellettuale si realizza, si istituzionalizza e si tramanda.
L'orientalismo rappresenta dunque la conoscenza dell'Oriente come disciplina accademica, insegnata e perfezionata nelle Università, mostrata nei musei e utilizzata nelle amministrazioni coloniali, approfondita in studi antropologici, biologici, linguistici, storici e razziali e, soprattutto in tempi recenti,  nella letteratura di consumo; l'orientalismo come corrente di pensiero trova le sue radici in una più generale concezione dell’uomo e della storia, del progresso e dell'identità tipicamente occidentale: secondo questa particolare visione del mondo, l’uomo senza aggettivi rappresentante del modello universale del vivente è il maschio bianco occidentale/europeo.
Da qui il "distribuirsi di una consapevolezza geopolitica" non solo nell'ideologia diffusa, ma anche in ogni forma di letteratura (da testi eruditi a testi poetici, economici, sociologici, storiografici, filologici) e dell'"elaborazione" di una serie di interessi materiali, militari ed economici degli stati europei durante il colonialismo e degli Usa in tempi più recenti, interessi che l'Orientalismo stesso crea e contribuisce a mantenere.
Studiando e rappresentando l'Oriente, generando un immaginario ad esso legato, l'Europa ha potuto meglio definire sé stessa per contrapposizione. L'assunto implicito era (ed è) una distinzione ontologica tra Oriente e Occidente come due entità contrapposte, legate da un rapporto di disuguaglianza e sulla discriminazione. Questa distinzione è strettamente legata agli interessi politici occidentali.
L'orientalismo si può definire in modi diversi:
1. l'orientalismo è un argomento di ricerca accademica in Occidente ed ha una varietà di dottrine riguardanti l'Oriente e il popolo orientale; 
2. l'orientalismo è anche un modo di pensare basato sull'opposizione tra Oriente e Occidente: razionalità e irrazionalità, civiltà e barbarie, progresso e arretratezza, avanzato e di basso livello, tratta l'Oriente come l'opposto della cultura occidentale per mostrare e consolidare il principio di "L'Occidente è superiore e l'Oriente è inferiore"; 
3. L'orientalismo è in definitiva una sorta di discorso sul potere o sull'egemonia culturale, che è ampiamente distribuito in vari aspetti della vita occidentale. Forma l'idea collettiva, l'autorità professionale, il sistema del discorso e il sistema sociale sull'Oriente attraverso l'integrazione, la classificazione, l'essenzializzazione dell'Oriente e degli orientali. Di fatto, è una visione immaginativa ed una struttura di filtri, una "orientalizzazione" dell'Oriente. È un modo per l'Occidente di controllare, ricostruire e regnare l'Oriente, è uno strumento ed un'ideologia del colonialismo e dell'imperialismo.
Lo studio di Said sull'orientalismo come discorso ha almeno tre significati:
1. Un sistema di conoscenza globale dell'Oriente formato in Europa nel XIX secolo;
2. Miti o stereotipi generati dal sistema di conoscenza che rende l'Oriente estraneo ;
3. Le relazioni di potere tra Occidente ed Oriente stabilite dal sistema di discorso orientalista.
L'orientalismo non è solo uno studio serio o un'immaginazione romantica, ma anche un discorso che coordina la conoscenza e il potere, la geopolitica e la distribuzione della cultura. Ed è una manifestazione dell'ideologia culturale dell'imperialismo e del colonialismo. Said comprende l'orientalismo nel senso del discorso e presta attenzione al rapporto tra conoscenza e potere, che è il nucleo della sua teoria.
Se intesa come disciplina accademica esso comprende lo studio di usi, costumi, storia e letteratura dei popoli orientali in ambiti come la biologia, l'antropologia e la filologia. Verso la fine del XVII secolo ci fu un'interazione tra l'ambito accademico e quello extra-accademico che ha portato il termine "orientalismo" a comprendere le diverse istituzioni occidentali create per gestire, a livello politico, economico e culturale, le relazioni con l'Oriente.
Dal XVIII la politica coloniale ha comportato un ampliamento degli orizzonti geografici e ha permesso una maggiore conoscenza delle diverse realtà culturali in Europa. Allo stesso tempo, la nascita di scienze come l'anatomia e l'etologia ha creato un gusto per l'esotico e l'inconsueto tipicamente settecentesco, appoggiato e amplificato dalla letteratura dell'epoca, dalle opere di famosi romanzieri a testimonianze e diari di viaggiatori. L'immaginario legato all'Oriente come terra esotica e fantastica si sedimenta e si diffonde in tutta Europa. In questo modo, nel corso del XIX secolo fino agli inizi del XX, di pari passo con l'impresa coloniale, l'orientalismo diventa il soft power indispensabile che accompagna l'hard power effettivo della violenza politica: in altre parole, gli studi orientalisti diventano il risvolto intellettuale del predominio europeo.
Nel suo costituirsi come disciplina, l'orientalismo è un'impresa culturale che ha investito campi differenti: commercio, ambito militare, amministrazione coloniale, documentazione di varia natura legata a università e istituzioni. Tra i presupposti della nascita di questo campo discorsivo trans-disciplinare vi è la vicinanza che Gran Bretagna e Francia sentivano per l'Oriente, inteso come India e il Medio Oriente legate alla tradizione biblica. Nonostante alcune differenze pratiche e teoriche tra le discipline francesi e inglesi (le prime meno pragmatiche e più legate al fascino dell'esotico rispetto alle seconde) considerando la coincidenza fra geografia, conoscenza e potere, gli studi orientali diventano il know-how per la governance imperiale, progettata, praticata o auspicata.
In termini culturali più generali nel Settecento, grazie all'attività di esplorazione e le innovazioni in campo geografico l'Oriente si estende oltre lo spazio islamico. L'influenza della letteratura e dei resoconti di viaggio arricchiscono l'immaginario. Il fiorire della letteratura di viaggio vede lo sviluppo di orientalismo popolare che disegna l'Oriente come luogo privilegiato dell'immaginazione, del piacere e della sensualità; un luogo di desiderio e evasione dai confini mobili, spesso usato come pretesto per le fantasie creative del post-romanticismo e delle estetiche decadenti.
Successivamente alla spedizione di Napoleone in Egitto del 1798, l'Oriente è stato ricostruito, rimodellato e "inventato" attraverso un'accorta produzione letteraria e accademica: nel XIX e XX secolo l'orientalismo si è potuto fondere con tendenze e indirizzi e dare vita correnti diverse che vanno dal positivismo, alla psicanalisi fino all'arianesimo, che non arrivano comunque ad intaccare solidi paradigmi, tropi e topoi consolidati. Questa invarianza si può spiegare attraverso la modalità del discorso orientalista che rimane pressoché  immutato negli anni, caratterizzato da enunciati assertivi e assiomi non dimostrati/dimostrabili, dall'utilizzo di verbi al presente e dall'uso assiduo di ripetizioni che assumono la funzione di fornire credibilità e perentorietà alle affermazioni. Risulta dunque esserci una grammatica, una sintassi e un vocabolario codificato all'interno di precisi schemi concettuali.
La tendenza classificatoria e omologante (in linea con la ideologia razzista diffusa in epoca colonialista) porta alla suddivisione della specie umana in razze e categorie ben distinte, descritte da concetti universali, stilizzati e stereotipati, tali da presentarsi come figure archetipiche.
In quanto "mitologia" di portata antropologica, resa tale dalle sue retoriche, l'orientalismo si caratterizza come una disciplina all'insegna del conservatorismo e dell'immobilità. In questo modo il repertorio dell'orientalismo viene auto-confermato dalla reiterazione di concetti costanti e percepiti come immutabili, che sono il correlato dell'idea che è alla base di ogni razzismo: ovvero che le differenze tra gli uomini e le loro culture siano naturali, eterne e non soggette a variazione  (riprendendo ancora una volta l'ideologia razzista).
Tipico delle teorie definibili come orientaliste è dunque la tendenza a considerare grandi complessi culturali, come l'Islam, l'India o addirittura l'intera Asia, riassumibili in pochi caratteri generali, quali ad esempio spiritualismo, irrazionalismo, fanatismo, dispotismo, e di considerare questi caratteri come immutabili. il pensiero indiano, ad esempio, tenderebbe per natura al misticismo; l'Islam, invece, tenderebbe al fanatismo, e in generale tutti i popoli asiatici sarebbero per natura impossibilitati a costruire una "vera" democrazia. Tipica del pensiero orientalista è poi l'estensione a tutti gli individui appartenenti alle varie culture asiatiche dei valori propri di quelle culture, rinforzando in tal modo l'assunto di partenza che oppone l'"Occidente individualista" all'"Oriente dispotico".
Punto nodale dell'analisi di Said è l'individuazione delle connessioni che legano la produzione di teorie orientaliste in Europa e Stati Uniti con il nascere e l'ampliarsi del dominio imperialista, coloniale e neocoloniale. Le teorie orientaliste sarebbero quindi uno strumento attivo e spesso consapevole dell'imperialismo, per cui, ad esempio, la necessità di interventi politici e militari nel Medio Oriente verrebbe giustificata dalla "naturale" incapacità delle popolazioni locali di dotarsi autonomamente di governi liberi o democratici.
L'orientalismo secondo Said è stato ed è tuttora un metodo di discriminazione culturale subito dalle popolazioni non-europee, con lo scopo di affermare il controllo imperiale europeo sulle colonie. Prendendo in causa l'evidenza scientifica e la credibilità accademica gli orientalisti sostengono di conoscere l'Oriente meglio delle popolazioni che ci vivono. Said sostiene che gli interessi politici (manifesti e non) legati al dominio europeo sulle colonie orientali hanno inevitabilmente influenzato e quindi corrotto l'oggettività intellettuale degli studiosi orientalisti occidentali. In questo modo il termine "orientalista” assunse un tono dispregiativo, generando dissenso tra gli accademici del settore.
Il concetto di rappresentazione culturale come strumento di controllo rimarrà un tema centrale nel pensiero di Said proposto in Orientalismo. Verso a fine della sua vita Said sosterrà che seppure le rappresentazioni siano essenziali per il corretto e naturale funzionamento della società e della vita – talmente essenziali da essere da lui paragonate al linguaggio stesso –, le rappresentazioni repressive e monodirezionali che non permettono a coloro che vengono rappresentati di intervenire nel processo, devono assolutamente cessare di esistere.
Allargando i confini dell'analisi di Said è comunque possibile riconoscere, alla base delle tesi orientaliste, meccanismi di creazione dell'identità di una cultura in contrapposizione alle culture altre, meccanismi non del tutto risolvibili nella questione dei rapporti di dominazione economica e politica. Questo è il caso, ad esempio, del nihonjinron, le teorie sull'unicità della cultura giapponese, prodotte all'interno dello stesso Giappone, paese dominante a livello mondiale dal punto di vista economico. Con il nihonjinron, dunque, l'Orientalismo, inizialmente creato dall'"Occidente" per dominare culturalmente e appiattire l'altrui complessità, diventa uno strumento con cui lo stesso paese orientale crea, tramite meccanismi proiettivi e vittimistici, un alibi per le proprie condizioni in politica interna e le proprie azioni in politica estera.
Quanto tutto ciò sia pertinente per la comprensione dell'attualità e in relazione alla storia del presente è immediatamente visibile, se si considera ad esempio l'immagine dell'Islam che i media hanno prodotto dopo l'11 settembre e la trivialità del discorso pubblico intorno alle migrazioni.

## Critiche
L'atto di accusa di Said, ampiamente discusso in varie sedi scientifiche, pur partendo da considerazioni condivisibili e spesso non contestabili - origini storiche dell'Orientalismo (in gran parte voluto o sollecitato dalla Chiesa cristiana per polemica col mondo non-cristiano e sostenuta per motivi di predominio politico, economico e culturale dalle potenze laiche cristiane nel corso dell'età moderna) - presta non poco il fianco a sensate critiche.
Un limite, innanzi tutto, è quello linguistico. L'esame infatti di Said si limita in grandissima parte alla produzione storica orientalistica francese, britannica e tedesca, con pochissimi approfondimenti del contributo spagnolo, olandese e, soprattutto, italiano. Un secondo e più rilevante limite è poi quello di non aver saputo tracciare i limiti cronologici della polemica, talché si considera senza soluzione di continuità quanto prodotto tra il XIII e il XX secolo, laddove è assolutamente ben differente l'Orientalismo del XV secolo da quello del secondo dopoguerra del XX secolo.
Questa incapacità di operare precisi distinguo invalida in parte il significato dell'opera di Said che, pur rimanendo ottima sotto il profilo epistemologico, appare invece assai carente sotto il profilo storiografico. È innegabile infatti che l'Orientalismo si è saputo affrancare negli ultimi 60 anni dai suoi vizi d'origine, diventando a pieno titolo una branca del sapere umano che ha il non trascurabile merito d'indagare su realtà spesso misconosciute dalla cultura prevalente nel cosiddetto Occidente (altra definizione parimenti contestabile) europeo.

## Comprensione e Riflessione
Said ha una "identità orientale", ma accetta una buona e completa educazione occidentale. Egli sta sulla posizione orientale ma deve ricorrere al discorso occidentale, che lo rende pieno di contraddizioni. ciò rende il suo "Orientalismo" una sorta di introspezione teorica in misura maggiore. È estremamente critico, ma per alcuni aspetti sembra anche ristretto.
Clifford ha detto che ciò di cui era veramente preoccupato era che la teoria di Said mancava della necessaria coerenza del sistema della teoria culturale e mancava dell'illuminazione dei pensieri culturali. "Orientalismo" critica l'opposizione dualistica tra Oriente e Occidente e crede che questa visione mondiale sia una cospirazione del potere imperialista. Il mondo della differenza è anche il mondo della gerarchia. Tuttavia, Said pensava e criticava anche all'interno della stessa struttura dualistica, quindi non solo riconosceva questa struttura, ma anche l'opposizione e l'ostilità contenute in questa struttura.
L'Oriente di Said si riferisce ai luoghi che l'Europa chiama "il Vicino Oriente" e "il Medio Oriente", l'Oriente in cui si trova il mondo arabo e islamico. L'oggetto della critica dell'orientalismo è fondamentalmente limitato allo studio occidentale del mondo islamico nel Vicino Oriente dal XIX secolo. anche se Said era consapevole che l'orientalismo implica una storia più lunga e un'area geografica più ampia. Tuttavia, quello non è lo scopo del suo lavoro. L'orientalismo di Said può anche essere usato per spiegare i problemi della comunicazione tra Cina e Occidente, ma in realtà, in quanto arabo, egli non ha mai preso parte dell'Estremo Oriente (India, Cina, Giappone e altre sezioni) nel campo visivo.
La causa dell'orientalismo è anche un'autointerpretazione occidentale del mondo che non si capisce. È un estraniamento culturale causato da differenze geografiche e politiche. Pertanto, la sua produzione in sé non ha l'aggressione su Oriente. Se gli occidentali si identificano direttamente con il vero Oriente, un orientalismo così distorto sparirà naturalmente e diventerà una comprensione diretta dei sentimenti o una negazione ostile.
"Orientalismo" analizza solo l'aspetto negativo dell'orientalismo occidentale nell'era dell'imperialismo, ignorando l'affermazione e l'elogio dell'Oriente nella tendenza critica della società occidentale. C'è un altro tipo di orientalismo, un orientalismo positivo ˗ ad esempio nell'era illuminista i pensatori occidentali ammiravano l'Oriente, quindi "Orientalismo" non è sufficiente per spiegare pienamente la ricerca e l'atteggiamento occidentale verso l'Oriente.

## Significato
"Orientalismo" stabilisce le questioni fondamentali dei dibattiti postcoloniali e il suo significato si riflette principalmente in due aspetti: 
In primo luogo, riscopri il rapporto culturale tra Oriente e Occidente. Il pensiero dell'accademia occidentale sul rapporto tra Oriente e Occidente è sempre rimasto in campo economico e politico. Per quanto riguarda il rapporto culturale tra Oriente e Occidente durante il periodo coloniale, la comunità accademica occidentale ha una visione relativamente coerente, ovvero: prima dell'invasione dei coloni occidentali, l'Oriente veniva considerato ignorante, primitivo e arretrato, e sono gli occidentali che hanno portato civiltà e luce. Il libro "Orientalismo" ha rotto la comprensione convenzionale di vecchia data della relazione culturale tra Oriente e Occidente nei circoli accademici occidentali, ha analizzato e criticato l'imperialismo culturale e ha aperto una nuova prospettiva del rapporto tra Oriente e Occidente, in particolare il rapporto culturale;
In secondo luogo, il metodo di ricerca dell'analisi del testo. Lo studio delle relazioni culturali tra Oriente e Occidente si basa principalmente sull'analisi del testo, che la dimensione di testo comprende anche tutte le cose, i prodotti o le opere che permeano le attività ed i valori umani. Questo fa sì che "Orientalismo" presti piena attenzione alla complessità storica e ai vari dettagli.

## Edizione
- Edward Said, Orientalismo, traduzione di Stefano Galli, collana Nuova cultura (n. 27), Bollati Boringhieri, 1991,  pp. 394 pp..[2]
- Edward Said, Orientalismo. L'immagine europea dell'Oriente, traduzione di Stefano Galli, collana Universale economica. Saggi, 2ª ed., Feltrinelli, 2002,  pp. 395 pp..